# Muzahim S'ab Hasan

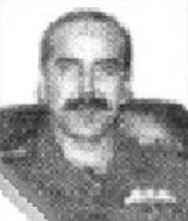
Muzahim Sa'b Hassan

Muzahim Saab Hasan al-Tikriti was de commandant van het Iraakse luchtverdediging onder Saddam Hoessein en staat tiende op de lijst van het Amerikaanse leger. Op 23 april 2003 gaf hij zich over aan het Amerikaanse leger in Bagdad